# Подлесье (Хмельницкая область)
Подлесье (укр. Підлісся) — село в Красиловском районе Хмельницкой области Украины.
Население по переписи 2001 года составляло 41 человек. Почтовый индекс — 31036. Телефонный код — 3855. Занимает площадь 0,336 км². Код КОАТУУ — 6822780804.

## Местный совет
31036, Хмельницкая обл., Красиловский р-н, с. Великие Зозулинцы, ул. Ленина